# Benno Danner

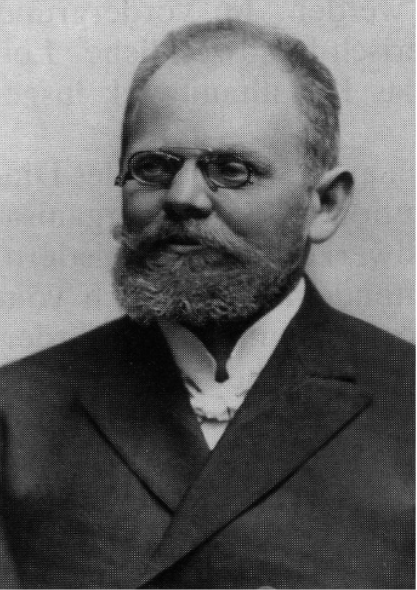
Benno Danner

Benno Danner (* 4. August 1857; † 26. Juli 1917 in München) war ein deutscher Unternehmer, Stifter und Mitnamensgeber der Benno und Therese Danner'schen Kunstgewerbestiftung.

## Leben

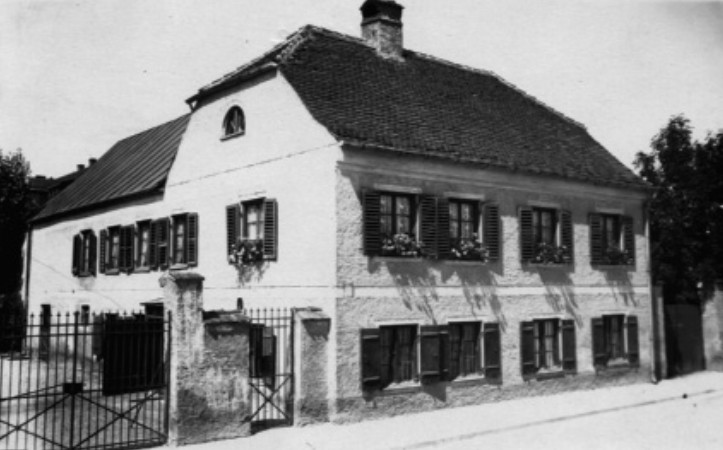
Die „Zimmergörglsölde“ im Jahr 1905

Danner war der Sohn von Josef (1832–1861) und Maria Danner, geb. Baudrexel. Sein Großvater war Cafétier und hieß ebenfalls Benno Danner. Seine Großmutter, Therese Danner, erwarb nach dem Tod ihres Mannes im Jahr 1855 vom Nymphenburger Apotheker Anton Gulielmo (1805–1872) für 16.714 Gulden einen Bauernhof namens „Zimmergörglsölde“ in der damaligen Gemeinde Neuhausen samt Grundbesitz von insgesamt 42 Tagwerk (knapp 14,5 Hektar). Nach dem Tod seines Vaters wurden ihm von seiner Mutter die Eigentumsrechte für die Ländereien übertragen.
1884 heiratete Benno Danner die aus Oberndorf bei Landshut stammende Brauereibesitzerstochter Therese Danner (1861–1934), die nach seinem Tod als Kunstmäzenin in die Geschichte einging.

### Brauerei Anton Pacher
1881 erwarb Benno Danner die 1879 gegründete Brauerei Anton Pacher an der Äußeren Nymphenburgerstraße (das heutige Löwenbräu-Brauhaus; Hausnummer 17) hinzu und stellte den Braumeister Franz Xaver Wasserburger ein. Diesem verkaufte er die Brauerei 1888, die kurzfristig den Namen Wasserburger’sche Brauerei trug und von Wasserburger schon ein Jahr später an den vormals „fürstlich Hohenlohe’schen“ Braumeister Johann Dirnhöfer veräußert wurde. Durch gleichzeitige Konsekration mit der katholischen Pfarrkirche St. Benno erhielt sie dann den Namen St. Benno-Brauerei. Die Bennobrauerei wurde noch 1889 für 255.000 Mark von der Löwenbräu übernommen.

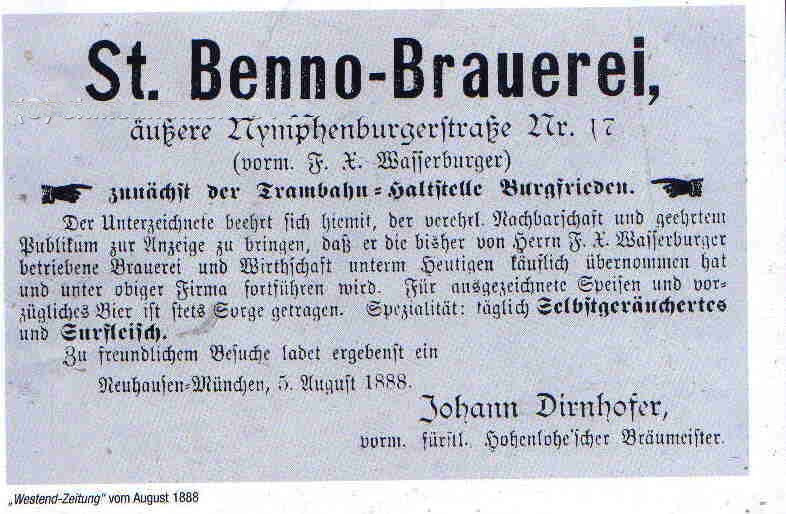
Die Brauerei Anton Pacher wird zur St. Benno-Brauerei
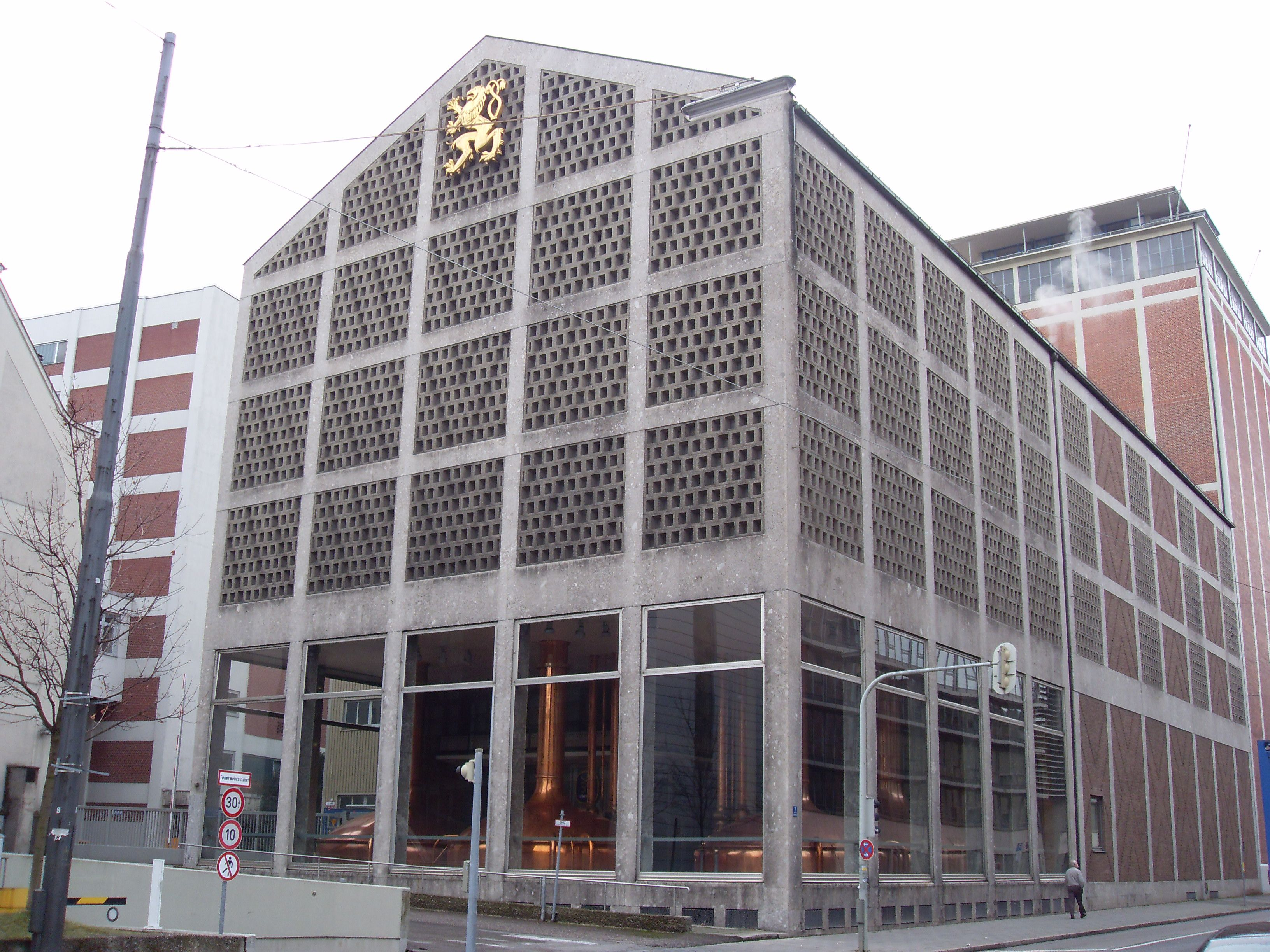
Das Löwenbräu-Brauhaus, einst die Brauerei Anton Pacher

### Immobilien
Die Eingemeindung Neuhausens nach München im Jahre 1890 führte zu immens steigenden Grundstückspreisen. Lorenz Hauser (1869–1918), zuvor nur lokal bekannt als „Hauser Lenz“ vom Strohmaier-Hof, wurde so zum „Millionenbauer von München-Neuhausen“ und errichtete unter anderem das Schloss Allach. Auch Benno Danner veräußerte Teile seines Landbesitzes gewinnbringend. Der nicht unbeträchtliche Rest wurde verpachtet, große Teile an die Firma Meiller-Kipper. Als Privatiers bzw. Rentiers lebte das Ehepaar danach in Stadtwohnungen, zwischen 1884 und 1912 mit wechselnden Wohnsitzen in den Stadtteilen Neuhausen, Maxvorstadt, Haidhausen und Schwabing, zuletzt in der Karlstraße 7 (3. Stock).
Auszug aus dem Melderegister:

### Stiftungen
Einen Teil seines Vermögens investierte Danner in eine bedeutende Stiftung zugunsten des Königlichen Central-Blinden-Instituts und wurde dafür im März 1912 von Prinzregent Luitpold von Bayern zum Königlichen Ökonomierat ernannt. Hauptbestandteil der Stiftung war die „Zimmergörglsölde“ an der Winthirstraße 18. Das Blinden-Institut erwarb 1917 auch das Nachbargrundstück mit der Hausnummer 20 und richtete dort ein Heim für blinde Frauen ein, das heute noch als solches besteht. Die Zimmergörglsölde selbst stürzte 1930 teilweise ein und wurde abgebrochen.
Nach Benno Danners Tod richtete seine kinderlos gebliebene Gemahlin zum Gedenken an ihn, vorwiegend auf Anregung Karl Rothmüllers (1860–1930), seines Zeichens Königlich Bayerischer Hofgoldschmied und Hauptvertreter der damals blühenden Münchner Schmuckkunst, 1920 die Benno und Therese Danner'sche Kunstgewerbestiftung ein, die zunehmende Bedeutung im Kunsthandwerk gewann und heute vorwiegend als Danner-Stiftung bekannt ist. Das ursprüngliche Kapital der Stiftung umfasste die beachtliche Summe von 1,7 Millionen Mark in Form von Wertpapieren, Hypotheken (Rechte an fremden Immobilien) und Grundstücken.

## Sonstiges
Danner verstarb 1917 nach längerer Krankheit. Er wurde auf dem Münchener Waldfriedhof beigesetzt.